# Leksem
Leksem (grč. léxis, riječ) oblik je samoznačne riječi koja predstavlja ukupnost svih svojih oblika i značenja. Lekseme proučava leksikologija, a svi leksemi nekog jezika čine njegov leksik.

## Samostalne i nesamostalne riječi
Po stupnju određenosti svoga značenja, riječi možemo podijeliti na punoznačnice (samoznačne riječi, samoznačnice) i nepunoznačnice (suznačne riječi, suznačnice).
Nepunoznačnice služe za uspostavljanje sintaktičkih i semantičkih odnosa među punoznačnicama. Često se nazivaju i gramatičkim ili odnošajnim riječima jer imaju samo gramatičko, a ne i leksičko značenje.
Nepunoznačnice: prijedlozi, veznici, usklici, čestice.
Punoznačnice, za razliku od nepunoznačnica, imaju i gramatičko i leksičko značenje te ne ovise o sintaktičkim vezama u kojima sudjeluju bez nepunoznačnica ili s njima.
Punoznačnice: imenice, glagoli, zamjenice, pridjevi, brojevi, prilozi.

## Sadržaj leksema

### Jednoznačnost i višeznačnost
Svaki leksem uz glavno može imati i sporedno, izvedeno značenje. Dva su osnovna načina prenošenja značenja - metafora i metonimija.
Jednoznačnice su leksemi kojima je izjednačen opseg sadržaja i opseg jedinog značenja.
Višeznačnice su leksemi kojima se sadržaj sastoji od dvaju ili više značenja.
Jednoznačnost (monosemija) prethodi višeznačnosti (polisemija) jer su višeznačnice rezulatat proširenja sadržaja početnih jednoznačnica.

### Raščlamba značenja
Denotativno (neutralno) značenje izravno govori o imenovanoj stvari iz izvanjezične zbilje na neutralan i obavijestan način.
Konotativno (obilježeno) značenje govori o imenovanoj stvari iz izvanjezične zbilje uz unošenje emocija, afekata ili pristranih doživljaja. Kada konotativno značenje svojom asocijacijom postane poznato većini govornika, ono je onda podruštvljeno ili socijalizirano. Ako je pak asocijacija vezana uz određene prilike ili leksik nekog pisca, govorimo o individualnom ili okazionalnom konotativnom značenju.

## Semantički odnosi među leksemima
S obzirom na značenjske razlike, sličnosti, srodnost i pripadnost leksema, neke možemo ubrojiti u jednu ili više od sljedećih skupina:
- sinonim
- antonim
- homonim, homograf, homofon
- paronim
- holonim
- meronim
- hiperonim
- hiponim